# ラゴネグロ
ラゴネグロ（イタリア語: Lagonegro）は、イタリア共和国バジリカータ州ポテンツァ県にある、人口約5,400人の基礎自治体（コムーネ）。

## 地理

### 位置・広がり

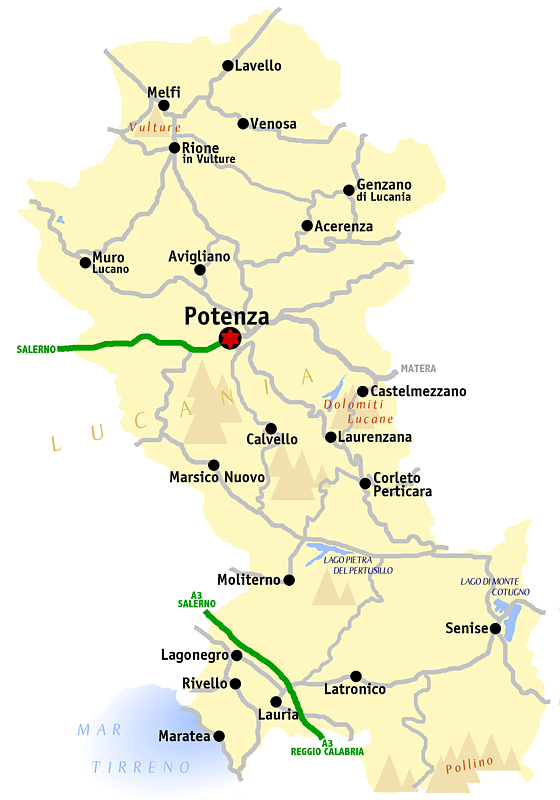
ポテンツァ県概略図

#### 隣接コムーネ
隣接するコムーネは以下の通り。括弧内のSAはサレルノ県（カンパニア州）所属を示す。
- カザルブオーノ (SA)
- カザレット・スパルターノ (SA)
- ラウリーア
- モリテルノ
- モンテサーノ・スッラ・マルチェッラーナ (SA)
- ネーモリ
- リヴェッロ

## 行政

### 分離集落
ラゴネグロには、以下の分離集落（フラツィオーネ）がある。
- Casale Serino, Cervaro, Farno, Fecìla, Fortino, Malpignata, Pennarone, Strette